# Doazon
Doazon (en béarnais Doason ou Doasoû) est une commune française, située dans le département des Pyrénées-Atlantiques en région Nouvelle-Aquitaine.

## Géographie

### Localisation
La commune de Doazon se trouve dans le département des Pyrénées-Atlantiques, en région Nouvelle-Aquitaine.
Elle se situe à 30 km par la route de Pau, préfecture du département, et à 9 km d'Artix, bureau centralisateur du canton d'Artix et Pays de Soubestre dont dépend la commune depuis 2015 pour les élections départementales. 
La commune fait en outre partie du bassin de vie d'Artix.
Les communes les plus proches sont : 
Arnos (1,6 km), Castillon (2,4 km), Boumourt (2,7 km), Urdès (3,2 km), Géus-d'Arzacq (3,9 km), Casteide-Cami (4,2 km), Pomps (4,2 km), Serres-Sainte-Marie (4,3 km).
Sur le plan historique et culturel, Doazon fait partie de la province du Béarn, qui fut également un État et qui présente une unité historique et culturelle à laquelle s’oppose une diversité frappante de paysages au relief tourmenté.

### Communes limitrophes
Les communes limitrophes sont  Arnos, Casteide-Cami, Castillon, Lacq, Pomps et Serres-Sainte-Marie.
|           | Pomps               |               |
| Castillon | Doazon              | Arnos         |
| Lacq      | Serres-Sainte-Marie | Casteide-Cami |

### Hydrographie

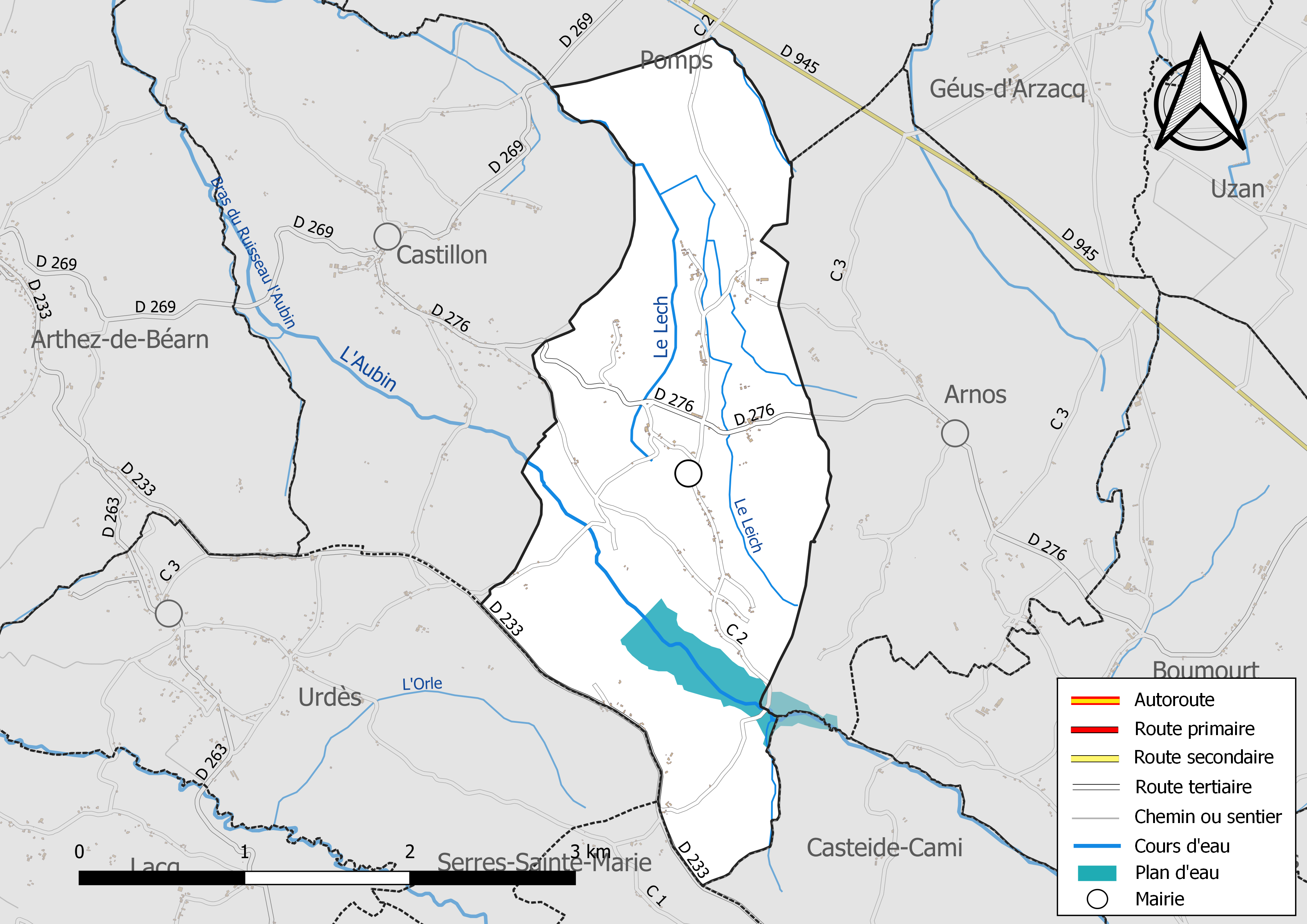
Réseaux hydrographique et routier de Doazon.

La commune est drainée par l'Aubin, le Lech, le Leich et par divers petits cours d'eau, constituant un réseau hydrographique de 10 km de longueur totale,.
L'Aubin, d'une longueur totale de 22,5 km, prend sa source dans la commune de Cescau et s'écoule du sud-est vers le nord-ouest. Il traverse la commune et se jette dans le Luy du Béarn à Lacadée, après avoir traversé 9 communes.

### Climat
Pour des articles plus généraux, voir Climat de la Nouvelle-Aquitaine et Climat des Pyrénées-Atlantiques.
Historiquement, la commune est exposée à un climat de montagne.  
En 2020, Météo-France publie une typologie des climats de la France métropolitaine dans laquelle la commune est toujours exposée à un climat de montagne et est dans la région climatique Pyrénées atlantiques, caractérisée par une pluviométrie élevée (>1 200 mm/an) en toutes saisons, des hivers très doux (7,5 °C en plaine) et des vents faibles.
Pour la période 1971-2000, la température annuelle moyenne est de 13,4 °C, avec une amplitude thermique annuelle de 14,4 °C. Le cumul annuel moyen de précipitations est de 1 160 mm, avec 11,7 jours de précipitations en janvier et 7,9 jours en juillet. Pour la période 1991-2020, la température moyenne annuelle observée sur la station météorologique la plus proche, située sur la commune de Pomps à 4 km à vol d'oiseau, est de 14,1 °C et le cumul annuel moyen de précipitations est de 1 062,2 mm,. Pour l'avenir, les paramètres climatiques de la commune estimés pour 2050 selon différents scénarios d’émission de gaz à effet de serre sont consultables sur un site dédié publié par Météo-France en novembre 2022.

### Milieux naturels
La vallée de l'Aubin, où se situe la retenue, est une zone humide d'environ 50 hectares, de grande valeur écologique et gérés par le conservatoire d'espaces naturels d'Aquitaine depuis 2001, par voie de conventions signées avec l'ASA (association syndicale autorisée) des irrigants de l'Aubin, la commune et des propriétaires privés. Ce vallon est l'une des zones humides d'intérêt majeur au niveau départemental. Modifié par la réalisation d'une retenue d'irrigation, il a fait l'objet d'aménagements compensatoires en faveur de la faune et de la flore et de la biodiversité et des habitats naturels. Il abrite une biodiversité remarquable, dont 3 espèces animales protégées : la tortue Cistude d'Europe (qui a disparu d'une grande partie de son aire potentielle de répartition et fait l'objet de mesures de gestion restauratoire), la Cordulie à corps fin (libellule) et le Cuivré des marais (rare papillon de jour).
Un livret-guide est disponible pour agrémenter la visite du site.

## Urbanisme

### Typologie
Au 1er janvier 2024, Doazon est catégorisée commune rurale à habitat très dispersé, selon la nouvelle grille communale de densité à sept niveaux définie par l'Insee en 2022.
Elle est située hors unité urbaine. Par ailleurs la commune fait partie de l'aire d'attraction de Pau, dont elle est une commune de la couronne,. Cette aire, qui regroupe 227 communes, est catégorisée dans les aires de 200 000 à moins de 700 000 habitants,.

### Occupation des sols

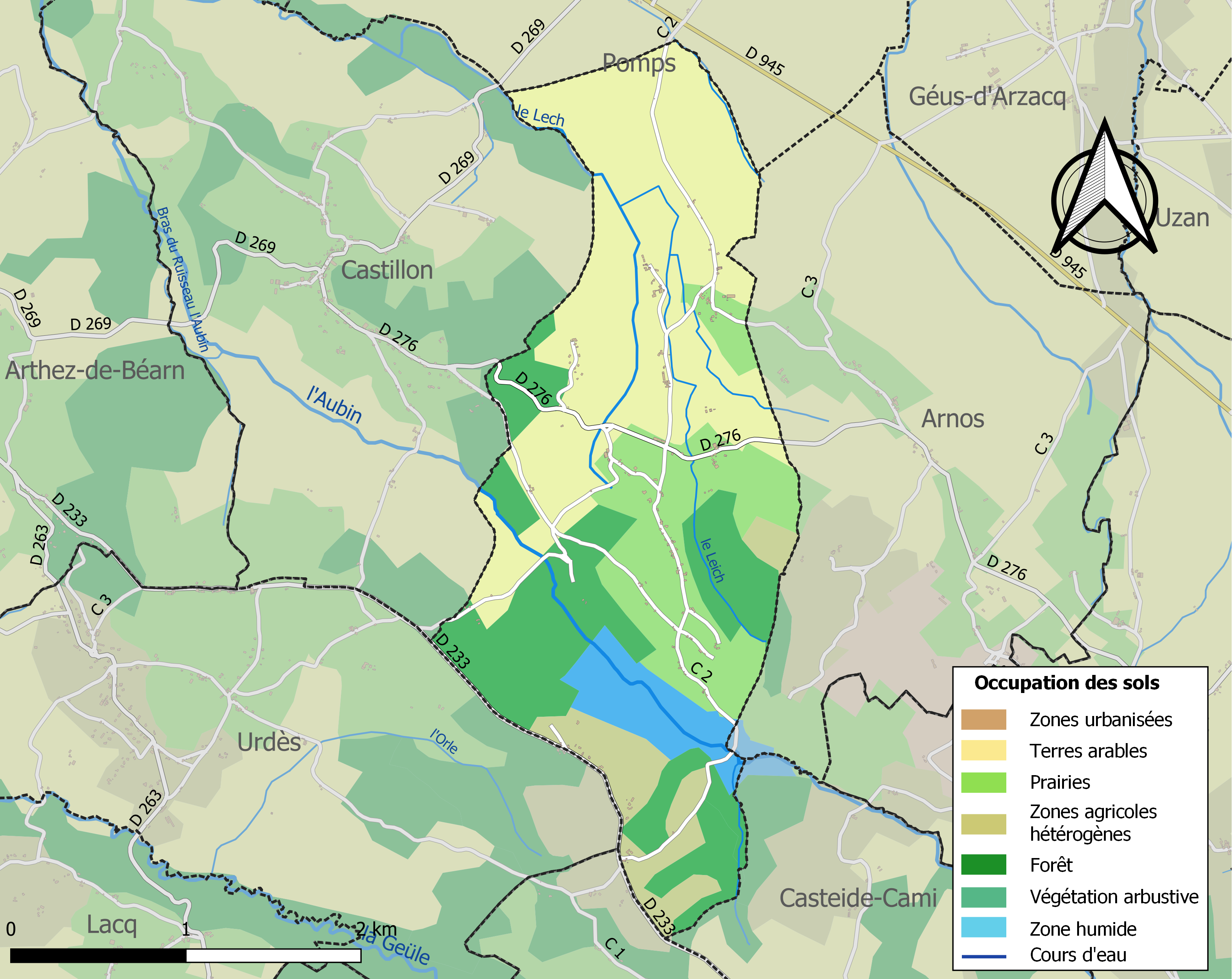
Carte des infrastructures et de l'occupation des sols de la commune en 2018 (CLC).

L'occupation des sols de la commune, telle qu'elle ressort de la base de données européenne d’occupation biophysique des sols Corine Land Cover (CLC), est marquée par l'importance des territoires agricoles (68,3 % en 2018), en diminution par rapport à 1990 (74,7 %). La répartition détaillée en 2018 est la suivante : 
terres arables (41,9 %), forêts (25,7 %), prairies (18,3 %), zones agricoles hétérogènes (8,1 %), eaux continentales (6 %). L'évolution de l’occupation des sols de la commune et de ses infrastructures peut être observée sur les différentes représentations cartographiques du territoire : la carte de Cassini (XVIIIe siècle), la carte d'état-major (1820-1866) et les cartes ou photos aériennes de l'IGN pour la période actuelle (1950 à aujourd'hui).

### Lieux-dits et hameaux
- Hounau
- Laubiau

### Voies de communication et transports
La commune est desservie par les routes départementales D233 et D276.

### Risques majeurs
Le territoire de la commune de Doazon est vulnérable à différents aléas naturels : météorologiques (tempête, orage, neige, grand froid, canicule ou sécheresse) et séisme (sismicité modérée). Un site publié par le BRGM permet d'évaluer simplement et rapidement les risques d'un bien localisé soit par son adresse soit par le numéro de sa parcelle.

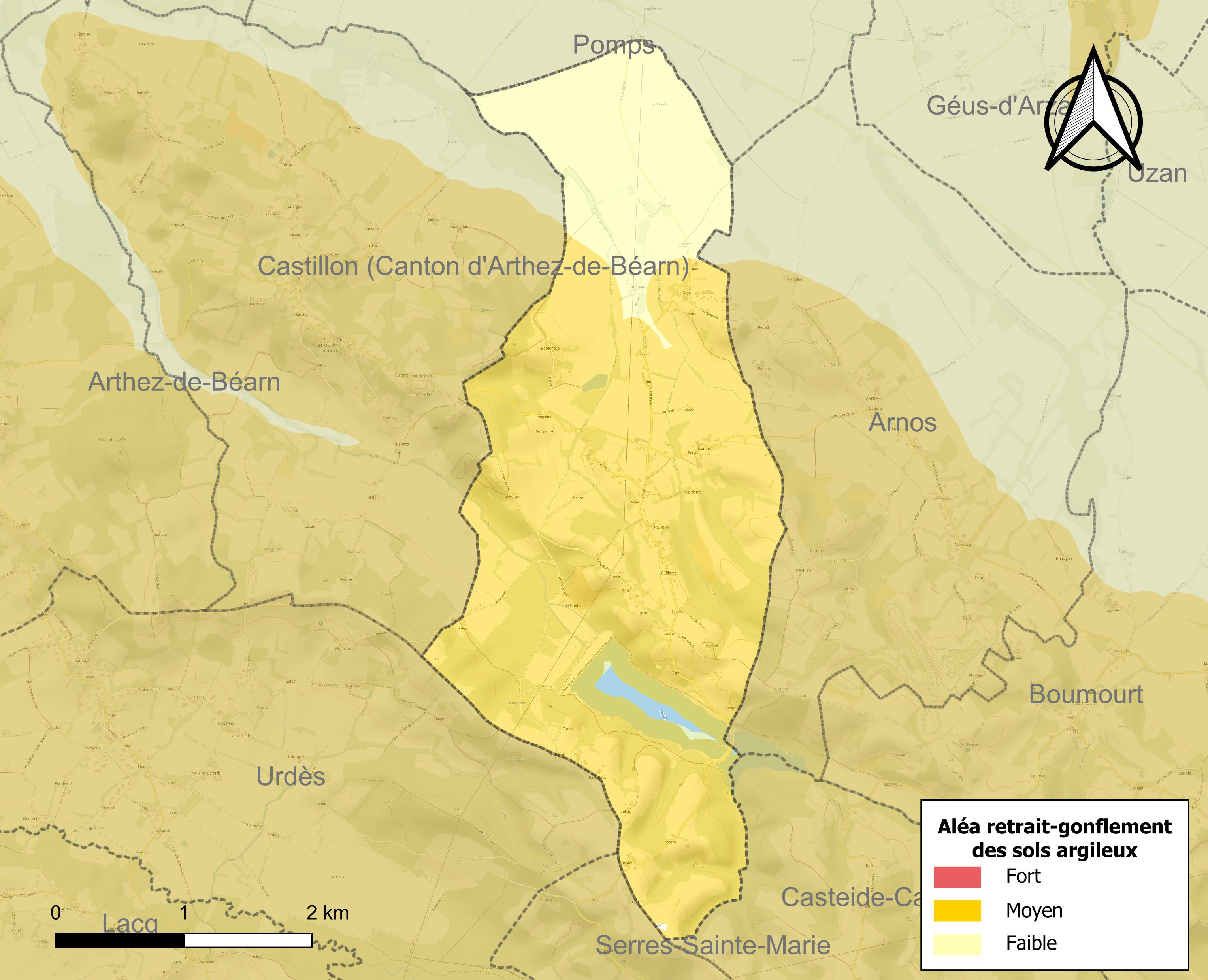
Carte des zones d'aléa retrait-gonflement des sols argileux de Doazon.

Le retrait-gonflement des sols argileux est susceptible d'engendrer des dommages importants aux bâtiments en cas d’alternance de périodes de sécheresse et de pluie. 79,5 % de la superficie communale est en aléa moyen ou fort (59 % au niveau départemental et 48,5 % au niveau national). Depuis le 1er octobre 2020, en application de la loi ELAN, différentes contraintes s'imposent aux vendeurs, maîtres d'ouvrages ou constructeurs de biens situés dans une zone classée en aléa moyen ou fort,.
La commune a été reconnue en état de catastrophe naturelle au titre des dommages causés par les inondations et coulées de boue survenues en 1982, 1983 et 2009.

## Toponymie
Le toponyme Doazon est mentionné en 1286 (titres de Béarn), et apparaît sous la forme 
Doasoo (1352, notaires de Pardies).
Son nom béarnais est Doason ou Doasoû.

## Histoire
Paul Raymond note qu'en 1385, Doazon comptait trente feux et dépendait du bailliage de Pau.

## Politique et administration
| Période   | Période   | Identité        | Étiquette | Qualité |
| --------- | --------- | --------------- | --------- | ------- |
| 1980      | juin 1995 | Pierre Galopin  |           |         |
| juin 1995 | mars 2013 | Édouard Cazalet |           |         |
| mai 2013  | en cours  | Patrick Galopin |           |         |

### Intercommunalité
Doazon appartient à quatre structures intercommunales :
- la communauté de communes de Lacq-Orthez ;
- le syndicat eau et assainissement des Trois Cantons ;
- le syndicat d’énergie des Pyrénées-Atlantiques ;
- le syndicat intercommunal d’Arthez-de-Béarn.

## Population et société

### Démographie
L'évolution du nombre d'habitants est connue à travers les recensements de la population effectués dans la commune depuis 1793. Pour les communes de moins de 10 000 habitants, une enquête de recensement portant sur toute la population est réalisée tous les cinq ans, les populations de référence des années intermédiaires étant quant à elles estimées par interpolation ou extrapolation. Pour la commune, le premier recensement exhaustif entrant dans le cadre du nouveau dispositif a été réalisé en 2007.

En 2022, la commune comptait 184 habitants, en évolution de −3,16 % par rapport à 2016 (Pyrénées-Atlantiques : +3,78 %, France hors Mayotte : +2,11 %).
| 1793 | 1800 | 1806 | 1821 | 1831 | 1836 | 1841 | 1846 | 1851 |
| ---- | ---- | ---- | ---- | ---- | ---- | ---- | ---- | ---- |
| 362  | 334  | 322  | 374  | 366  | 352  | 383  | 399  | 412  |

| 1856 | 1861 | 1866 | 1872 | 1876 | 1881 | 1886 | 1891 | 1896 |
| ---- | ---- | ---- | ---- | ---- | ---- | ---- | ---- | ---- |
| 373  | 346  | 327  | 300  | 302  | 285  | 285  | 260  | 273  |

| 1901 | 1906 | 1911 | 1921 | 1926 | 1931 | 1936 | 1946 | 1954 |
| ---- | ---- | ---- | ---- | ---- | ---- | ---- | ---- | ---- |
| 259  | 268  | 261  | 202  | 196  | 180  | 168  | 177  | 139  |

| 1962 | 1968 | 1975 | 1982 | 1990 | 1999 | 2006 | 2007 | 2012 |
| ---- | ---- | ---- | ---- | ---- | ---- | ---- | ---- | ---- |
| 131  | 145  | 136  | 136  | 146  | 156  | 174  | 176  | 191  |

| 2017 | 2022 | - | - | - | - | - | - | - |
| ---- | ---- | - | - | - | - | - | - | - |
| 186  | 184  | - | - | - | - | - | - | - |

Doazon fait partie de l'aire d'attraction de Pau.

## Culture locale et patrimoine

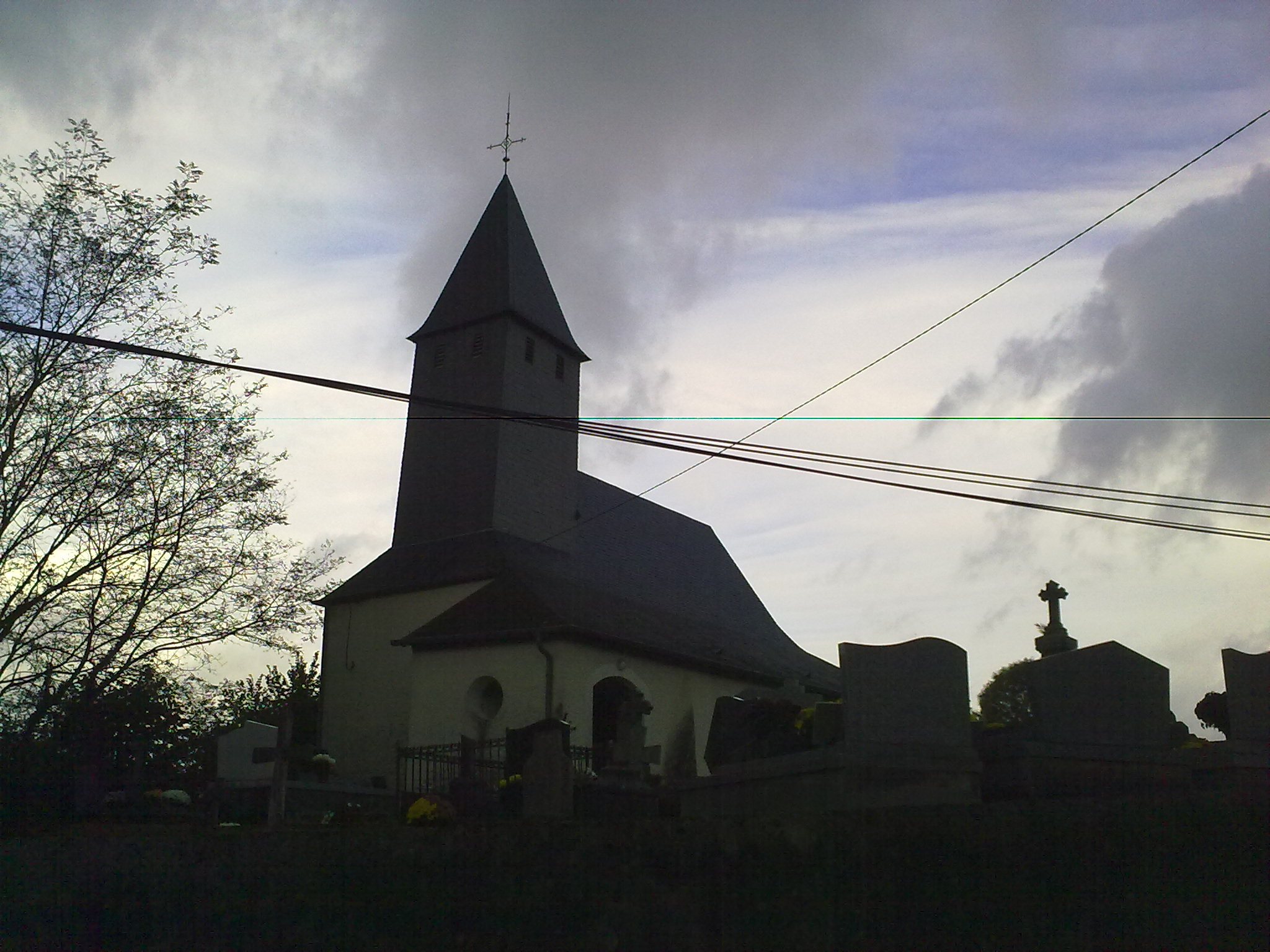
L'église

Le village est situé sur des coteaux boisés dominant au sud la vallée de l'Aubin et au nord la plaine du Luy de Béarn. Sur le territoire de la commune, la chapelle de Poeylas, aujourd'hui disparue, jalonnait l'ancien chemin de Saint Jacques de Compostelle.

### Patrimoine religieux
L'église paroissiale est l’église Saint-Martin.

### Patrimoine environnemental
La commune de Doazon dispose d'un lac d'une superficie de 40 ha. Son tour est équipé de parcours pédestres et éducatifs.
Le ponton aménagé est réservé, en priorité aux personnes handicapées et aux jeunes de moins de 16 ans. Tous modes de pêche autorisés (sauf pêches au vif et au poisson mort). Pêche interdite avant 10h et après 18h du 31 août au 31 janvier (période de chasse). Poissons : La brème, La carpe, Le brochet - Taille de capture : 60 cm, Le gardon, Le rotengle

## Équipements
Doazon dispose d'une école élémentaire.

## Personnalités liées à la commune

### Nées auXVIIIesiècle
- Jean-Baptiste Théodore Lamarque d'Arrouzat, né en 1762 à Doazon et décédé en 1834 à Pau, est un militaire français.